# Черрі-Трі (Пенсільванія)
Черрі-Трі (англ. Cherry Tree) — місто (англ. borough) в США, в окрузі Індіана штату Пенсільванія. Населення — 268 осіб (2020).

## Географія
Черрі-Трі розташоване за координатами 40°43′33″ пн. ш. 78°48′45″ зх. д. / 40.72583° пн. ш. 78.81250° зх. д. (40.725747, -78.812492).  За даними Бюро перепису населення США в 2010 році місто мало площу 1,38 км², з яких 1,35 км² — суходіл та 0,04 км² — водойми.

## Демографія
Згідно з переписом 2010 року, у селищі мешкали 364 особи в 138 домогосподарствах у складі 91 родини. Густота населення становила 263 особи/км².  Було 161 помешкання (116/км²).
Расовий склад населення:
| - 98,9 % — білих - 0,3 % — азіатів |

До двох чи більше рас належало 0,8 %. Частка іспаномовних становила 1,1 % від усіх жителів.
За віковим діапазоном населення розподілялося таким чином: 19,0 % — особи молодші 18 років, 57,6 % — особи у віці 18—64 років, 23,4 % — особи у віці 65 років та старші. Медіана віку мешканця становила 48,5 року. На 100 осіб жіночої статі у селищі припадало 106,8 чоловіків;  на 100 жінок у віці від 18 років та старших — 112,2 чоловіків також старших 18 років.
Середній дохід на одне домашнє господарство  становив 45 365 доларів США (медіана — 35 865), а середній дохід на одну сім'ю — 49 642 долари (медіана — 37 500). За межею бідності перебувало 20,5 % осіб, у тому числі 21,7 % дітей у віці до 18 років та 14,0 % осіб у віці 65 років та старших.
Цивільне працевлаштоване населення становило 125 осіб. Основні галузі зайнятості: освіта, охорона здоров'я та соціальна допомога — 36,8 %, роздрібна торгівля — 15,2 %, будівництво — 10,4 %, публічна адміністрація — 8,0 %.